# 30년

## 연호
- 후한(後漢) 건무(建武) 6년

## 기년
- 후한(後漢) 광무제(光武帝) 6년
- 신라(新羅) 유리 이사금(儒理泥師今) 7년
- 고구려(高句麗) 대무신왕(大武神王) 13년
- 백제(百濟) 다루왕(多婁王) 3년

## 탄생
- 11월 8일 - 로마 제국 12대 황제 네르바 (~98년)

## 사망
- 4월 7일 - 예수